# Jakubów (powiat przysuski)
Jakubów – wieś w Polsce położona w województwie mazowieckim, w powiecie przysuskim, w gminie Przysucha. Ma status sołectwa.
| SIMC    | Nazwa      | Rodzaj    |
| ------- | ---------- | --------- |
| 0633745 | Zajezierze | część wsi |

W latach 1975–1998 miejscowość należała administracyjnie do województwa radomskiego.
Wierni Kościoła rzymskokatolickiego należą do parafii św. Jana Nepomucena w Przysusze.